# Jan Lemański (pisarz)

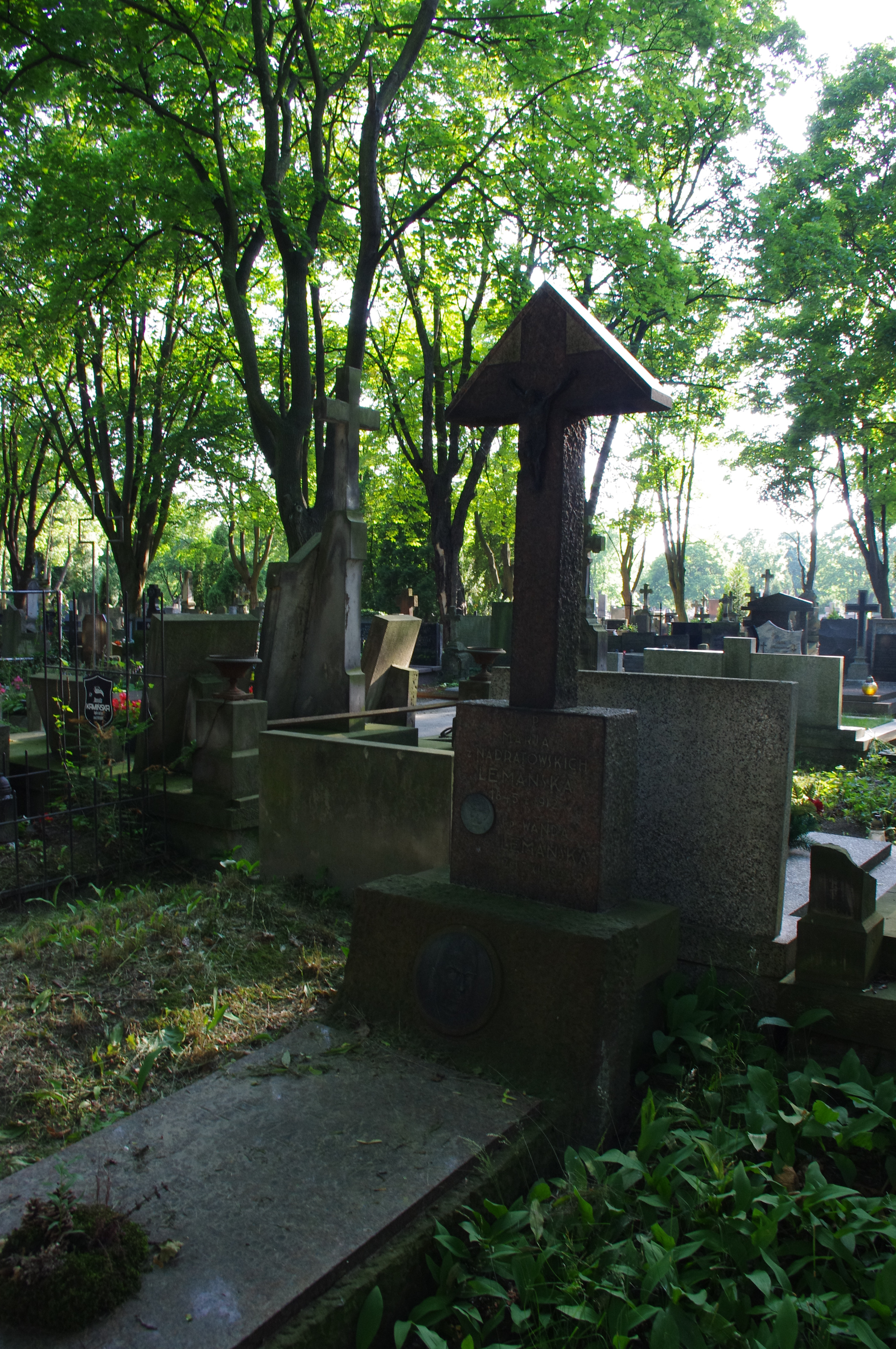
Grób poety Jana Lemańskiego na Starych Powązkach w Warszawie

Jan Lemański (ur. 7 lipca 1866 w Głażewie pod Płockiem, zm. 11 listopada 1933 w Warszawie) – polski poeta, satyryk i bajkopisarz okresu Młodej Polski.

## Życiorys
Kształcił się w gimnazjum w Płocku, a potem na Wydziale Prawa Cesarskiego Uniwersytetu Warszawskiego. Od roku 1894 publikował drobne utwory w pismach warszawskich. W latach 1901–1907 wchodził w skład redakcji pisma Chimera, w którym często publikował swoją twórczość. Był mężem poetki Marii Komornickiej.
W okresie międzywojennym pracował jako urzędnik w Ministerstwie Spraw Wewnętrznych, pod koniec życia jako cenzor filmowy. Wtedy wycofał się z życia literackiego i zaprzestał działalności.
Został pochowany na cmentarzu Powązkowskim w Warszawie (kwatera 62-1-27).
We wspomnieniach współczesnych Lemański został zapamiętany jako infantylny dziwak. Irena Lorentowicz pisała o nim: „Wielki przyjaciel dzieci, dziwak i czarodziej, samotnik i milczek”.

## Ordery i odznaczenia
- Krzyż Komandorski Orderu Odrodzenia Polski (27 listopada 1929)[3]
- Złoty Krzyż Zasługi (pośmiertnie, 16 marca 1934)[4]

## Twórczość
- Bajki (1902)
- Proza ironiczna. Bajki, bajeczki, przypowiastki dla dziatek, sielanki (1904)
- Colloqvia albo Rozmowy (1905)
- Ofiara królewny. Powieść fantastyczna (1906)
- Nowenna, czyli Dziewięćdziesiąt dziewięć dytyrambów o szczęściu (1906)
- Prawo własności (1909)
- Baśń o prawdzie. Nowy zbiór piosnek, bajek, poematów, baśni satyrycznych, melodyi i pieśni (1910)
- Noc i dzień (1910)
- Czyn. Poezye, satyry, piosenki (1911)
- Jasełka (1911)
- Kamień filozoficzny. Nowele, satyry, groteski[5] (1911)
- Zwierzyniec (1912)
- Bajki o zwierzętach (1916)
- Lis na łowach. Lisy na dworze królewskim (1919)
- W kraju słońca[6] (1919)
- Złota rybka (1919)
- Tao[7] (1921)
- Księga Rodzaju[8] (1921), poemat satyryczny
- Prawo mężczyzny[9] (1922)
- Toast. Bajki powojenne (1923)

Był redaktorem książki Satyra polska (1914) w 2 tomach.
W jego twórczości widać motywy satyry obyczajowej. Stworzył nowy typ bajki z wyraźnymi elementami drwiny. Satyryczną twórczość Lemańskiego można uważać za prekursorską w stosunku do „Zielonego Balonika”.
Dokonał przekładu Murzyna z załogi Narcyza (1923) i Uśmiechu szczęścia (wyd. w tomie Między lądem a morzem, 1924) Josepha Conrada, Fletnika z Hamelnu Roberta Browninga (1924), baśni Odmieńczyk Ryszarda Dehmela (1925).
W twórczości Lemańskiego niektórzy publicyści dopatrzyli się obsesyjnej niechęci do kobiet.